# Anthémios z Trallu
Anthémios z Trallu (činný v 6. století) byl byzantský matematik, sochař a architekt. Pocházel z území dnešního Řecka.

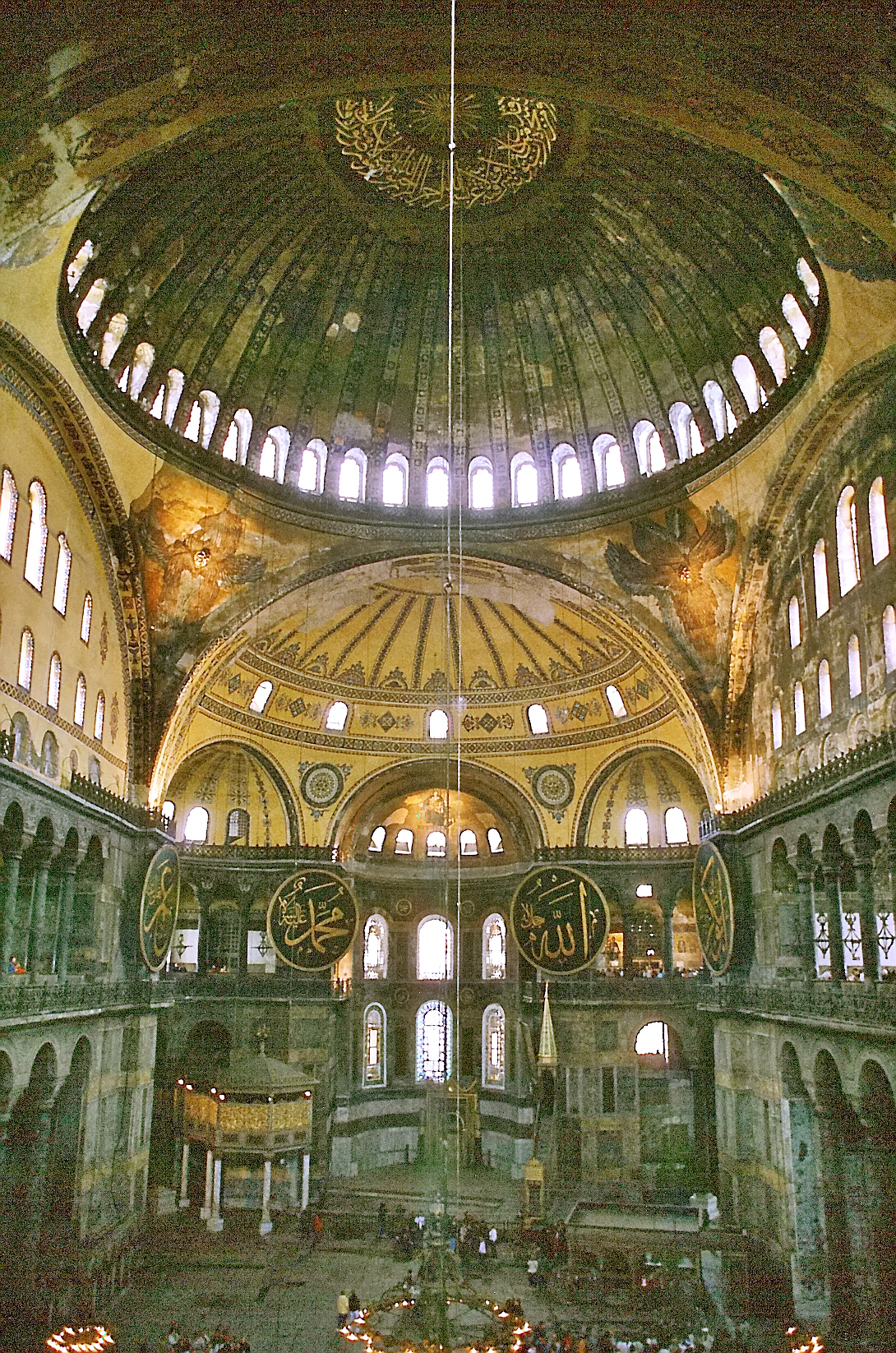
Pohled z galerie do hlavní lodi chrámu Hagia Sofia.

Na popud císaře Justiniána I. společně s Isidorem z Milétu po požáru v roce 532 znovuvystavěl chrám Hagia Sofia v Konstantinopoli. Nový chrám byl vysvěcen 26. prosince 537. Anthémios zde poprvé v historii architektury vyřešil problém, jak postavit okrouhlou kopuli na čtvercovou stavbu. Dva roky poté se ovšem zřítila jeho ústřední kupole. Ta byla obnovena a zvýšena stejnojmenným synovcem Isidora z Milétu.
Byl také spisovatelem a dodnes se dochovaly fragmenty jeho díla o paradoxech mechaniky.